# 안인숙
안인숙(安仁淑, 1953년 6월 28일 ~ )은 대한민국의 배우이다.

## 이력
1962년 KBS 어린이 합창단의 구성원으로 데뷔한 이 중 한 명이기도 하였으며 최훈 감독의 1963년 영화 작품 《부부 조약》에서 배우 김진규의 딸 역할로 영화배우 데뷔하였다.

## 출연작

### 영화
- 《부부 조약》
- 《막차로 떠난 손님》
- 《별들의 고향》
- 《늑대와 고양이들》
- 《태조 왕건》
- 《우정

### TV 드라마
- 1962년 서울중앙방송 드라마 《나도 인간이 되련다》
- 1964년 TBC 동양방송 드라마 《눈은 나리는데》
- 1969년 MBC 문화방송 드라마 《태평천하》
- 1974년 TBC  동양방송 드라마 <<윤지경>>

### 뮤지컬
- 1971년 《사운드 오브 뮤직》 ... 리즐 폰 트랩 역(여자 조연)

### 연극
- 1972년 《대원군》 ... 영혜옹주 역(단역)